# Óblast autónomo Udmurto
El Óblast Autónomo Udmurto (en ruso: Удмуртская автономная область, romanizado: Udmurtskaja avtonomnaja oblast; en udmurto: Удмурт автономи улос, romanizado: Udmurt avtonomi ulos) se formó el 4 de noviembre de 1920 bajo el nombre de Óblast Autónomo Votiaco, siendo votiacos un nombre obsoleto para los udmurtos. Su nombre se cambió por el de Óblast Autónomo Udmurto el 1 de enero de 1932 y fue reorganizado como la República Autónoma Socialista Soviética de Udmurtia el 28 de diciembre de 1934. Esta se convirtió en la República de Udmurtia el 20 de septiembre de 1990.